# Achterwasser
Achterwasser (plattysk achtern bagved) er en lagune i den i Østersøen udmundende Peenestrom.
Den går så langt ind i øen Usedom, at der mellem Ückeritz og Zinnowitz kun er en smal odde ud til Østersøen. Achterwasser er mod nord afgrænset af halvøen Gnitz og mod syd Lieper Winkel. Mod syd ligger to små fjorde, Balmer See, og vest for den, Krienke See.
I forrige århundrede var stormflod over Usedom flere gange årsag til direkte kontakt mellem Achterwasser og Østersøen, når det smalle sted sted på den kun 300 meter brede landbro mellem Zempin og Koserow ved Rieckgraben blev overskyllet.
Achterwasser er lavvandet, og bruges som windsurfing og sejlsportsområde. Strandene ved ved halvøen Gnitz er ikke så finkornet som på østersøkysten af Usedom, og bunden af Achterwasser er flere steder stenet.

## Galeri
- Achterwasser i regn og storm, st fra Loddin
- Achterwasser set fra Loddiner Höft
- Rastende havørne i udgåede træer ved Lieper Winkel

## Byer og landskaber ved Achterwasser
- Balmer See
- Halvøen Gnitz med hovedbyen Lütow og øen Görmitz
- Koserow- sydsiden
- Krienke See med det tidligere Rittergut Dewichow på dens østbred
- Krumminer Wiek
- Lassaner Winkel med hovedbyen Lassan
- Lieper Winkel med hovedbyen Liepe
- Loddin med Loddiner Höft
- Ückeritz - sydsiden
- Zempin - sydsiden

## Eksterne kilder og henvisninger
- Wikimedia Commons har flere filer relateret til Achterwasser

54°00′30″N 13°58′17″Ø / 54.0083°N 13.9714°Ø